# Osman Kulenović
Osman-beg Kulenović (15. prosince 1889 Rajinovci, okres Kulen Vakuf, Bosna a Hercegovina – 7. června 1947 Záhřeb, Federativní lidová republika Jugoslávie) byl bosenskohercegovský právník a politik bosňáckého původu.

## Životopis
Narodil se do bohaté statkářské muslimské rodiny, kterou tvořil Muhamed Kulenović Bajbutović zvaný Pašabeg nebo Pašaga a Meleća Sulejmanbegović. Ti společně přivedli na svět osm dětí, syny Mustaj-bega/Mustafu-bega, Ahmed-bega, Smail-bega, Ali-bega, Osman-bega (1889) a Džafer-bega (1891) a dcery Ajiše a Zumret. Paša-beg (1868–1926) byl v letech 1910 a 1915 poslancem bosenského zemského sněmu, saboru.
V Sarajevu absolvoval Šarí‘atskou soudní školu (1907). Vyšší gymnázium navštěvoval v Tuzle a Mostaru (maturoval 1910). Již v mladickém věku přilnul k chorvatské nacionální ideologii, jak ji formuloval Ante Starčević. Ve studiích pokračoval na Právnické fakultě Univerzity v Záhřebu, vysokoškolský diplom (1917) a doktorát získal ve Vídni. Začátkem 20. let 20. století působil jako chotárský (okresní) náčelník v Kotor Varoši. Roku 1923 si otevřel právnickou kancelář v Bihaći.
Po německé invazi do Jugoslávie roku 1941 podpořil vznik fašistického Nezávislého státu Chorvatsko (NDH) a zapojil se do jeho struktur. V období od 16. dubna do 7. listopadu 1941 byl místopředsedou vlády, než toto místo zaujal jeho bratr Džafer. Na konci druhé světové války společně s celým vedením NDH uprchl do Rakouska, ale zde byl zadržen a poté v říjnu 1946 vydán zpět do Jugoslávie. Nový komunistický režim jej uznal vinným za válečné zločiny a popravil.